# Love Deluxe
Love Deluxe là album phòng thu thứ tư của ban nhạc người Anh Sade, phát hành tại Vương quốc Anh vào ngày 26 tháng 10 năm 1992 và tại Hoa Kỳ vào ngày 3 tháng 11 năm 1992 bởi Epic Records. Sau khi kết thúc chuyến lưu diễn Stronger Than Pride Tour (1988), ban nhạc quyết định nghỉ ngơi một thời gian trước khi bắt đầu thực hiện đĩa nhạc vào năm 1992. Được ra mắt sau bốn năm kể từ đĩa nhạc trước Stronger Than Pride (1988), quá trình thu âm album diễn ra tại nhiều phòng thu ở Ý, Vương quốc Anh và Hoa Kỳ. Tương tự như album trước, tất cả những thành viên của Sade đều tham gia đồng sáng tác và sản xuất toàn bộ dự án mà không hợp tác với bất kì cộng tác viên nào. Love Deluxe kết hợp nhiều phong cách âm nhạc khác nhau như R&B, ambient, cool jazz, art pop, trip hop và chill-out, với nội dung ca từ đề cập đến tình yêu và sự tận tụy trong một mối quan hệ.
Sau khi phát hành, album đa phần nhận được những phản ứng tích cực từ các nhà phê bình âm nhạc, trong đó họ ghi nhận sự trở lại với dòng nhạc jazz trong những đĩa nhạc đầu tiên của Sade và khâu sản xuất tinh tế của tác phẩm. Ngoài ra, Love Deluxe còn lọt vào danh sách 500 album xuất sắc mọi thời đại của Rolling Stone vào năm 2020. Đĩa nhạc cũng gặt hái những thành công đáng kể về mặt thương mại khi thống trị bảng xếp hạng tại Pháp và lọt vào top 10 ở nhiều quốc gia khác, bao gồm vươn đến top 5 ở những thị trướng lớn như Bỉ, Hy Lạp, New Zealand và Bồ Đào Nha. Album đạt vị trí thứ ba trên bảng xếp hạng Billboard 200, trở thành album thứ tư liên tiếp của ban nhạc vươn đến top 10 tại Hoa Kỳ và sau đó được chứng nhận bốn đĩa Bạch kim bởi Hiệp hội Công nghiệp Ghi âm Hoa Kỳ (RIAA). Tính đến nay, Love Deluxe đã bán được hơn sáu triệu bản trên toàn cầu.
Bốn đĩa đơn đã được phát hành từ album. "No Ordinary Love" được chọn làm đĩa đơn mở đường và lọt vào top 20 ở một số quốc gia, đồng thời giúp Sade chiến thắng giải Grammy thứ hai trong sự nghiệp ở hạng mục Trình diễn giọng R&B xuất sắc nhất của bộ đôi hoặc nhóm nhạc tại lễ trao giải thường niên lần thứ 36. Những đĩa đơn còn lại như "Feel No Pain", "Kiss of Life" và "Cherish the Day" chỉ đạt được những thành tích hạn chế. Để quảng bá cho Love Deluxe, ban nhạc trình diễn trên nhiều chương trình truyền hình và lễ trao giải lớn, bao gồm The Arsenio Hall Show, The Tonight Show with Jay Leno và Top of the Pops, cũng như thực hiện chuyến lưu diễn Love Deluxe World Tour (1993) với 77 đêm diễn và đi qua ba châu lục. Sau đó, Sade tiếp tục tạm ngưng hoạt động để thực hiện những dự án khác, bao gồm ban nhạc Sweetback của ba thành viên Stuart Matthewman, Paul Denman và Andrew Hale.

## Danh sách bài hát
| STT              | Nhan đề                    | Sáng tác                           | Thời lượng |
| ---------------- | -------------------------- | ---------------------------------- | ---------- |
| 1.               | "No Ordinary Love"         | Sade Adu Stuart Matthewman         | 7:20       |
| 2.               | "Feel No Pain"             | Adu Andrew Hale Matthewman         | 5:08       |
| 3.               | "I Couldn't Love You More" | Adu Hale Matthewman Paul S. Denman | 3:49       |
| 4.               | "Like a Tattoo"            | Adu Hale Matthewman                | 3:38       |
| 5.               | "Kiss of Life"             | Adu Matthewman Hale Denman         | 5:50       |
| 6.               | "Cherish the Day"          | Adu Hale Matthewman                | 5:34       |
| 7.               | "Pearls"                   | Adu Hale                           | 4:34       |
| 8.               | "Bullet Proof Soul"        | Adu Matthewman Hale                | 5:26       |
| 9.               | "Mermaid"                  | Hale Adu Matthewman Denman         | 4:23       |
| Tổng thời lượng: | Tổng thời lượng:           | Tổng thời lượng:                   | 45:47      |

## Xếp hạng
| Bảng xếp hạng (1992–1993)                | Vị trí cao nhất |
| ---------------------------------------- | --------------- |
| Album Úc (ARIA)                          | 13              |
| Album Áo (Ö3 Austria)                    | 11              |
| Album Bỉ (IFPI)                          | 3               |
| Canada Top Albums/CDs (RPM)              | 16              |
| Album Hà Lan (Album Top 100)             | 10              |
| Album Châu Âu (Music & Media)            | 2               |
| Album Phần Lan (Suomen virallinen lista) | 11              |
| Album Pháp (SNEP)                        | 1               |
| Album Đức (Offizielle Top 100)           | 14              |
| Album Hy Lạp (IFPI)                      | 4               |
| Album Hungaria (MAHASZ)                  | 38              |
| Album Ý (Musica e dischi)                | 2               |
| Album Nhật Bản (Oricon)                  | 10              |
| Album New Zealand (RMNZ)                 | 5               |
| Album Bồ Đào Nha (AFP)                   | 4               |
| Album Tây Ban Nha (AFYVE)                | 6               |
| Album Thụy Điển (Sverigetopplistan)      | 7               |
| Album Thụy Sĩ (Schweizer Hitparade)      | 6               |
| Album Anh Quốc (OCC)                     | 10              |
| Album Hoa Kỳ Billboard 200               | 3               |
| Album Hoa Kỳ Top R&B/Hip-Hop (Billboard) | 2               |

| Bảng xếp hạng (1992)                      | Vị trí |
| ----------------------------------------- | ------ |
| Album Canada (RPM)                        | 94     |
| Album Pháp (SNEP)                         | 12     |
| Bảng xếp hạng (1993)                      | Vị trí |
| Album Úc (ARIA)                           | 87     |
| Album Châu Âu (Music & Media)             | 34     |
| Album Đức (Offizielle Top 100)            | 68     |
| Album New Zealand (RMNZ)                  | 24     |
| Album Tây Ban Nha (AFYVE)                 | 48     |
| Hoa Kỳ Billboard 200                      | 12     |
| Hoa Kỳ Top R&B/Hip-Hop Albums (Billboard) | 3      |
| Bảng xếp hạng (1994)                      | Vị trí |
| Hoa Kỳ Top R&B/Hip-Hop Albums (Billboard) | 51     |

## Chứng nhận
| Quốc gia | Chứng nhận  | Số đơn vị/doanh số chứng nhận |
| --- | ----------- | ----------------------------- |
| Úc (ARIA) | Bạch kim    | 70.000^                       |
| Bỉ (BEA) | Vàng        | 25.000*                       |
| Canada (Music Canada) | Bạch kim    | 100.000^                      |
| Đan Mạch (IFPI Đan Mạch) | Vàng        | 10.000‡                       |
| Pháp (SNEP) | Bạch kim    | 300.000*                      |
| Đức (BVMI) | Vàng        | 250.000^                      |
| Ý (FIMI) | —           | 220,000                       |
| Nhật Bản (RIAJ) | Bạch kim    | 200.000^                      |
| Hà Lan (NVPI) | Vàng        | 50.000^                       |
| New Zealand (RMNZ) | Vàng        | 7.500^                        |
| Tây Ban Nha (PROMUSICAE) | 2× Bạch kim | 200.000^                      |
| Thụy Điển (GLF) | Vàng        | 50.000^                       |
| Thụy Sĩ (IFPI) | Vàng        | 25.000^                       |
| Anh Quốc (BPI) | Vàng        | 120,000                       |
| Hoa Kỳ (RIAA) | 4× Bạch kim | 3,400,000                     |
| * Chứng nhận dựa theo doanh số tiêu thụ. ^ Chứng nhận dựa theo doanh số nhập hàng. ‡ Chứng nhận dựa theo doanh số tiêu thụ và phát trực tuyến. |             |                               |